# Mark Van der Poorten
Mark Van der Poorten (Welle, 28 september 1952) is een Belgische politicus voor CD&V en voormalig burgemeester van Denderleeuw.

## Biografie
Beroepshalve werd hij ambtenaar.
Van 1991 tot 1995 was Van der Poorten lid van de CVP-fractie in de Kamer van volksvertegenwoordigers, als verkozene voor het arrondissement Aalst. In de periode januari 1992-mei 1995 had hij als gevolg van het toen bestaande dubbelmandaat ook zitting in de Vlaamse Raad. De Vlaamse Raad was vanaf 21 oktober 1980 de opvolger van de Cultuurraad voor de Nederlandse Cultuurgemeenschap, die op 7 december 1971 werd geïnstalleerd, en was de voorloper van het huidige Vlaams Parlement. Bij de eerste rechtstreekse verkiezingen voor het Vlaams Parlement van 21 mei 1995 werd hij verkozen in de kieskring Aalst-Oudenaarde. Ook na de volgende Vlaamse verkiezingen van 13 juni 1999 bleef hij Vlaams volksvertegenwoordiger tot juni 2004. Sinds 16 november 2004 mag hij zich ere-Vlaams volksvertegenwoordiger noemen. Die eretitel werd hem toegekend door het Bureau (dagelijks bestuur) van het Vlaams Parlement.
In Denderleeuw was hij actief in de gemeentepolitiek. In 1976 werd hij verkozen tot gemeenteraadslid van de gemeente. Van 1995 tot 2000 was hij in een coalitie van VLD en CVP eerste schepen onder burgemeester Jan Eeman. De coalitie ging verder na de verkiezingen van 2000, maar in de nieuwe legislatuur werd Van der Poorten begin 2001 burgemeester. Hij bleef dit tot in 2006. Bij de verkiezingen van 2006 was hij lijstduwer, daarna werd hij weer schepen. In 2012 verliet hij de gemeentepolitiek van Denderleeuw.